# Forklæde
Et forklæde er en beklædningsgenstand, man har på oven på sit tøj for at beskytte det mod at blive beskidt, fx når man laver mad, bager eller arbejder med keramik.
Det har tidligere været en del af kvinders beklædning og en del af den europæiske mode i 1500-tallet. 